# Симптом Странскі
Симптом Странскі (англ. Stransky's sign) — симптом деяких неврологічних захворювань, при цьому енергійне підняття з наступним раптовим відпусканням мізинця ноги спричинює розгинальний плантарний рефлекс. Належить до симптомів, подібних симптому Бабінскі. 
Названий на честь австрійського невролога Ервіна Странскі (нім. Erwin Stransky) (1877-1962), який його вперше описав.